# 우리주
우리주(독일어: Uri)는 스위스 중부에 있는 주이다.

## 개요
스위스 중앙부, 알프스산맥 기슭의 험준한 지역에 위치한다. 루체른호(피어발트슈테터 호)에 면하며, 로이스강이 흐른다. 이 곳을 853년 동프랑크 왕국의 루트비히 2세가 수녀원에 하사하였다. 1274년 합스부르크 왕가의 특권을 얻었고, 1291년 슈비츠, 운터발덴과 함께 영구 동맹을 체결하여 스위스의 기원이 되었다. 14세기 초, 스위스 건국의 영웅이었다는 빌헬름 텔은 이 곳을 배경으로 활동했다고 한다. 우리 지역은 1386년 젬파흐 전투에서 승리하였고 영역을 넓혔다. 종교 개혁 이후로도 가톨릭 신앙을 지켰다. 1845년 가톨릭 분리주의 동맹에 참여했으나, 전쟁에서 패했다. 1888년 주 헌법이 제정되었고, 직접민주제는 1929년 폐지되었다. 로이스강 유역 일대에서 소규모 농업과 공업이 이루어진다. 스위스 역사에서 중요한 곳으로 유적지가 많다. 주민은 주로 독일어를 쓰며, 대부분 가톨릭 신자이다.

## 역사

### 초기사

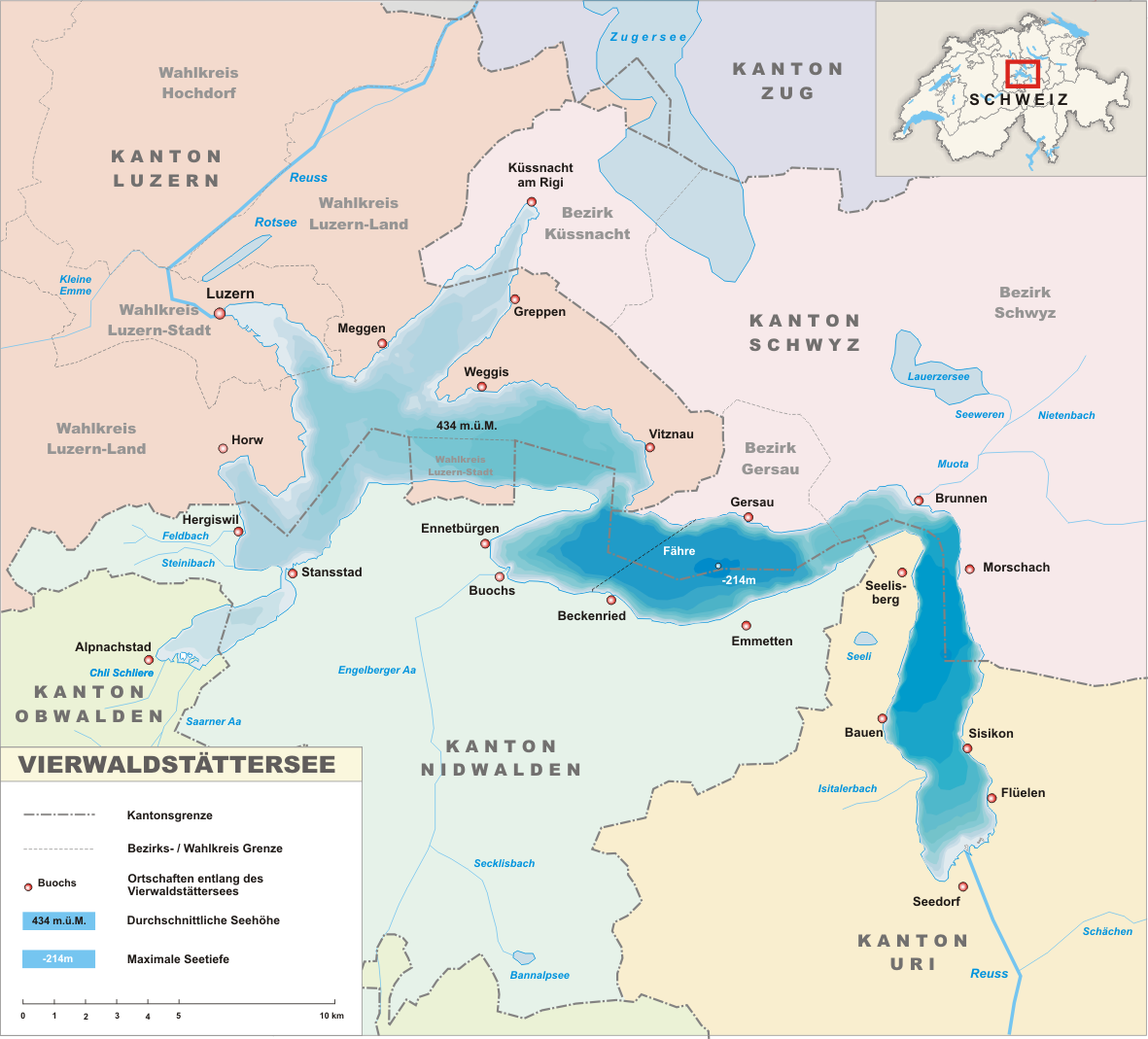
호수의 최남단에 있는 우리주 영내의 루체른 호수

청동기 시대와 철기 시대로 거슬러 올라가는 정착 흔적이 있으며, 티치노의 퀸토와 고산지대 라인 계곡과의 고산 횡단 무역이 제안되었다. 로마 시대 동안 우리주는 대부분 로마 제국과 고립된 상태로 남아 있었다. 루체른 호수 기슭을 따라 지명을 분석한 결과 갈로로마인의 영향을 받은 반면, 산골짜기에서는 라에티아 계열의 이름이 더 일반적이다. 로마 제국이 알프스에서 철수하자 호숫가 마을은 북쪽으로 호수를 따라 마을을 바라보고 지원을 요청했고, 우르제렌이라는 계곡의 고산 마을은 뭉쳤다.
알레만니족 정착촌은 7세기에 시작된다. 우리주는 732년 알레만니아 공작이 라이헤나우 수도원의 원장인 에토를 추방한 장소로 처음 언급되었다. 853년에 우리주는 루도비쿠스 2세 게르마니쿠스에 의해 취리히의 프라우뮌스터 수도원에 수여되었다. 우르제렌의 일부는 디젠티스 수도원에 의해 정착되었고, 쿠어 교구의 일부였다. 10세기까지 높은 계곡에 디젠티스 출신의 로만슈어 화자들이 정착했다. 우리주는 1218년 합스부르크 왕가의 통치 아래 잠시 지나갔고, 체링겐가의 멸망과 함께 고트하르트 고개는 1230년에 열렸고, 이듬해 하인리히 7세는 우리주를 즉시 제국령으로 승인했다. 고트하르트 고개를 가로지르는 무역은 우리주에게 점점 더 많은 부를 가져다주었고, 고트하르트 루트를 따라 세워진 마을과 마을은 점점 더 독립적이 되었다. 일찍이 1243년 우리주는 지역 인장을 받았고, 1274년에는 당시 신성 로마 제국 황제가 된 루돌프 1세가 그 특권을 확인했다. 한편, 우르제렌은 1283년에 라퍼스빌에서 합스부르크가로 넘어갔다.
적어도 10세기 이래로 우리주 사람들은 nos inhabitantes Uroniam (955) 또는 homines universi vallis Uranie (1273)와 같은 집단으로서 조약에 서명했다. 1243년까지 그들은 황소 머리 인장을 사용했다.

### 구스위스 연방
1291년과 확실히 1309년에 체결되었을 가능성이 있는 슈비츠주와의 상호 인정과 지원 조약은 구스위스 연방 또는 서약동맹의 기본 행위로 간주되게 되었다. 1315년의 모르가르텐 전투는 전략적 중요성이 제한적이었지만, 야전에서 연합군이 합스부르크 왕가를 격파한 첫 사례였다. 모르가르텐에서 승리한 지 몇 달 후, 3개의 삼림주는 브루넨에서 만나 브루넨 조약을 통해 동맹을 재확인했다. 이후 수십 년 동안 남부 동맹은 8주동맹(Acht Orte)으로 확장되었다. 이제 합스부르크 헤게모니에 도전할 가능성이 있는 지역 강국을 대표한다. 남부 연합은 1386년 젬파흐 전투에서 합스부르크를 결정적으로 물리치고 영토 확장의 길을 열었다.
젬파흐에서 승리한 후 우리주는 전체 고트하르트 루트를 제어할 수 있도록 영토 확장 프로그램을 시작했다. 첫 번째 단계로 우리주는 1410년에 우르제렌 계곡을 합병했지만, 우르제렌 공동체는 자체 집회와 법원을 유지할 수 있었다. 1403년 우리주는 옵발덴주의 도움으로 밀라노 공작으로부터 레벤티나 계곡을 빼앗아 횡단보도를 얻기 시작했다. 현재 티치노주를 형성하고 있는 영토에 대한 스위스 연방과 밀라노 공국 간의 갈등은 15세기 내내 계속되었다. 충돌은 1500년 남부연합이 벨린초나를 점령하고, 미래의 정복에 대비하여 요새를 강화하면서 결정되었다. 남군도 루가노를 장악했다. 1512년에, 그러나 영토 확장 기간은 1515년에 마리냐노 전투에서 남군이 패배하면서 끝이 났다.
우리는 중앙 스위스 전체와 함께 스위스 종교 개혁에 저항했고, 확고한 로마 카톨릭을 유지했다. 종교 개혁이 스위스 연방을 통해 퍼짐에 따라 5개의 중앙 가톨릭주는 점점 더 고립감을 느꼈고 동맹국을 찾기 시작했다. 2개월 간의 협상 끝에 5개 주는 1529년 4월 22일 오스트리아의 페르디난트와 함께 기독교 동맹(Die Christliche Vereinigung)을 결성했다. 1531년 카펠 전투 이후, 츠빙글리는 연합군은 고해선을 따라 분열될 지경에 이르렀다. 카펠 전쟁 이후의 평화조약에 따라 각 주는 어느 종교를 따를 것인지 선택할 수 있었지만, 가톨릭과 개신교 사이의 평화는 근대 초기 내내 불안정하게 유지되었다.
우리의 성장은 근세 초기에 침체되었으며, 경작 가능한 토지의 제한과 질병 및 농작물 실패로 인해 정체되었다. 1348~49년, 1517~18년, 1574~75년, 1629년에 역병이 주에서 발생했다. 1742~43년과 1770~71년에 또다시 1770~71년에 소의 질병과 결합된 농작물 실패가 기아와 대량 이주로 이어졌다. 인구에 대한 결과는 심각했다. 1743년 우리의 인구는 9,828명이었지만, 18세기 말에도 9,464명에 불과했다.

### 현대사
우리주 정부는 프랑스 혁명의 이상에 반대했고, 스위스에 변화를 일으키려는 모든 시도에 반대했다. 1798년 1월, 프랑스 혁명군이 스위스를 침공했다. 4월 11일, 승리한 프랑스는 헬베티아 공화국의 수립을 발표하고, 새 헌법을 수용할 수 있는 12일의 기간을 주었다. 중부 스위스의 주는 저항을 시도했지만, 봉기는 진압되었고, 5월 5일 우리주는 헬베티아 공화국을 승인하는 데 동의했다. 주 군대는 9월에 무장해제되었고, 주는 10월에 프랑스군에 의해 점령되었다. 헬베티아 공화국 체제 하에서 추크주, 옵발덴주, 니트발덴주, 및 슈비츠주의 내부 영역과 함께 우리주는 발트슈테텐주의 일부가 되었다. 레벤티나 계곡은 새로 형성된 티치노주에 주어졌으며, 우리주는 고트하르트 고개 남쪽의 모든 소유권을 박탈당했다. 1799년 4월과 5월에 프란츠 빈센츠 슈미트는 프랑스 점령군에 대항하여 봉기를 이끌었지만, 실패했다.
1799년 6월부터 9월 말까지 두 번째 연합군은 우리주에서 프랑스군과 싸웠다. 제2차 취리히 전투에서 러시아 장군 알렉산드르 코르사코프가 패배하자 알렉산드르 수보로프 휘하의 다른 연합군은 겨울에 알프스를 통해 스위스에서 철수할 수밖에 없었다. 전투로 인한 피해, 수보로프의 퇴각과 기타 재난(1799년 알트도르프의 대부분을 파괴한 화재 포함)은 우리주에 기근을 일으켰다. 정부 위원인 하인리히 츠쇼케는 기아 방지를 위한 구호 활동을 벌였지만, 우리주 내의 마을과 마을의 피해를 복구하는 데 몇 년이 걸렸다. 1801년 10월 헬베티아 공화국에 새로운 정부가 들어섰고, 11월 초에 발트슈테텐주는 해산되었다. 그 결과 우리주는 다시 독립된 주의 지위를 획득했다. 주지사인 요제프 안톤 폰 베롤딩엔은 레벤티나 계곡을 우리주로 되돌리려 했지만 실패했다. 반년 후인 1802년 4월 17일에 통일당은 공화국에서 권력을 되찾았고 헌법을 재차 수정했다. 6월 초, 우리주는 갱신된 헌법을 거부하였고, 동시에 프랑스군이 스위스에서 철수했다. 그 소요를 진압할 프랑스 군대가 철수했고, 우리주와 다른 농촌 주민들은 슈테클리크리그를 통해 정부에 성공적으로 반란을 일으켰다. 헬베티아 공화국의 붕괴에 대한 대응으로 나폴레옹은 1803년에 〈중재법〉을 발표했다. 중재법의 일환으로 우리는 독립을 되찾았고 종교 또는 헌법 개혁에 대한 모든 시도가 거부되었다. 6차 연합군의 침공 이후 1813년 12월 29일 스위스에 합병되면서 중재법은 효력을 상실했다. 슈비츠주와 니트발덴주에 이웃한 주는 구스위스 연방 조직으로 돌아가기를 원했지만, 우리주는 이 법에 의해 만들어진 19개 주를 재조직하려는 취리히 주도 정당의 일원이었다. 또한 우리주는 레벤티나 계곡을 재통합하려 했지만, 실패했고 몬테 피오티노에서 레벤티나로 들어오는 모든 무역에 대한 세금의 절반에 대한 권리만 받을 수 있었다. 1815년 5월 5일 란츠게마인데는 연방 헌법을 승인했다. 그런 다음 우리주는 조약 승인을 거부한 타크자충과 니트발덴주 사이를 중재했다.
우리주는 1820년까지 공식 헌법 없이 남아 있었다. 문서에는 전통적인 관행과 기존 주법에 기초한 6가지 원칙만 포함되어 있었다. 정부는 유신기간 동안 매우 보수적이었다. 1834년 개혁당이 자유주의적인 헌법 개정을 요구할 때까지 주정부에 대한 불만이 쌓였다. 그러나 란츠게마인데는 이러한 개혁 요구를 거부했다. 1840년대에 도시의 개신교 자유주의자들은 타크자충에서 다수를 얻었고, 새로운 헌법을 제안했다. 그들의 전통적인 종교와 권력 구조를 보호하기 위해 7개의 보수적인 가톨릭주는 1843년에 별도의 동맹 또는 존더분트를 결성했다. 1847년에 존더분트는 연방정부와 존더분트 전쟁이 발발했다. 충돌이 진행되는 동안 우리주는 로이스강과 에메강 방어선을 따라 전투를 벌였고, 고트하르트 고개를 통해 티치노주로 진출하기 위해 군대를 보냈다. 1847년 11월 23일 기지콘에서 존더분트 군대가 패배한 이후 우리주는 동맹에서 탈퇴하였고, 1847년 11월 28일에 항복했다. 이틀 후 연방군은 우리주로 이동했다.
존더분트의 패배 후 우리주는 새로운 스위스 연방 헌법을 지지했다. 그들은 다음을 포함한 몇 가지 자유주의적 변화를 포함하는 주 헌법을 수립했다. 종신 원로직을 폐지하고 추밀원과 비밀 평의회 회의를 없애고, 임시 집행 위원회를 설립했다. 란츠게마인데는 최고의 주권 행사였다. 가톨릭 교회는 계속해서 특권을 누려왔지만, 이제 다른 종교에서도 예배의 자유를 누릴 수 있게 되었다. 1874년의 새로운 연방 헌법은 우리주 유권자에 의해 거부되었으며, 1888년에 주 헌법을 전면 개정했다. 새로운 헌법은 정부를 합리화하고, 1848년 주 헌법의 많은 문제를 다루었다. 란츠게마인데는 1928년 5월 6일 샤트도르프 시의 뵈츨링엔에서 마지막 회의가 개최될 때까지 지역 단위에서 회의가 계속되었다. 20세기의 주류 정당은 기독민주당(CVP)과 자유민주당(FDP)이었다.

## 지리
우리주는 스위스 알프스를 기준으로 북쪽에, 나라에서는 중앙에 위치해 있다. 주의 토지는 로이스 계곡의 토지와 주요 강의 지류의 토지이다. 우리의 면적은 2011년 기준으로 1,076.4k㎡이다. 이 면적 중 24.4%가 농업용으로 사용되고, 18.2%가 산림이다. 나머지 토지 중 1.7%는 정착지(건물 또는 도로)이고 55.6%는 비생산적인 토지이다.
주와 우리 알프스 전체에서 가장 높은 고도는 푸르카 고개 북쪽의 다마슈토크로 해발 3,630m이다. 글라루스 알프스와 레폰틴 알프스산맥도 부분적으로 우리주 주내에 있다.

## 인구통계
우리의 인구(2020년 12월 기준)는 36,819명이다. 2010년 기준으로 인구의 9.4%가 거주 외국인이다. 지난 10년(2000-2010년) 동안 인구는 -0.4%의 비율로 변화했다. 이민은 -1.2%, 출생 및 사망은 1.3%를 차지했다. 2000년 기준, 인구 대부분인 32,518명(93.5%)이 독일어를 모국어로 사용하고, 세르보-크로아티아어가 677명(1.9%)으로 두 번째로 많이 사용하고, 이탈리아어가 462명(1.3%)으로 세 번째로 사용된다. 프랑스어를 할 줄 아는 사람은 67명, 로만슈어를 할 줄 아는 사람은 51명이다.
주 인구 중 16,481명(약 47.4%)이 우리주에서 태어나 2000년에 거주했다. 같은 주에서 태어난 사람이 9,118명(26.2%), 스위스 타지에서 태어난 사람이 5,426명(15.6%), 우리주 내에서 태어난 사람이 3,019명(3,019명)이었다. 8.7%는 스위스 외부에서 태어났다. 2000년 기준으로 아동·청소년(0~19세)이 25%, 성인(20~64세)이 58.6%, 노인(64세 이상)이 16.4%를 차지하고 있다. 2000년 현재 미혼이거나, 독신인 사람은 15,029명이다. 기혼자는 16,839명, 미망인은 2,040명, 이혼한 사람은 869명이다.
2000년 기준으로 주에는 13,430개의 개인 가구가 있고 가구당 평균 2.5명의 사람이 있다. 1인 가구는 3,871가구, 5인 이상 가구는 1,382가구였다. 2009년 기준 신규주택 건설률은 인구 1,000명당 4.7세대이다. 2010년 주 공실률은 0.77%였다.
역사적 인구는 다음 차트에 나와 있다.
| 과거 인구 자료 | 과거 인구 자료 | 과거 인구 자료 | 과거 인구 자료 | 과거 인구 자료 | 과거 인구 자료 | 과거 인구 자료 | 과거 인구 자료 | 과거 인구 자료         | 과거 인구 자료 | 과거 인구 자료 | 과거 인구 자료 |
| 연도           | 전체 인구      | 독일어         | 이태리어       | 가톨릭         | 개신교         | 기타           | 유대인         | 스위스 가톨릭 크리스찬 | 무교           | 스위스인       | 비스위스계     |
| -------------- | -------------- | -------------- | -------------- | -------------- | -------------- | -------------- | -------------- | ---------------------- | -------------- | -------------- | -------------- |
| 1850           | 14,505         |                |                | 14,493         | 12             |                |                |                        |                | 14 465         | 40             |
| 1860           | 14,741         |                |                |                |                |                |                |                        |                |                |                |
| 1870           | 16,095         |                |                |                |                |                |                |                        |                |                |                |
| 1880           | 23,744         | 18,024         | 5,313          | 23,149         | 524            | 21             | 7              |                        |                | 17 376         | 6 368          |
| 1888           | 17,249         |                |                |                |                |                |                |                        |                |                |                |
| 1900           | 19,700         | 18,685         | 947            | 18,924         | 773            | 3              | 1              |                        |                | 18 267         | 1 433          |
| 1910           | 22,113         |                |                |                |                |                |                |                        |                |                |                |
| 1920           | 23,973         |                |                |                |                |                |                |                        |                |                |                |
| 1930           | 22,968         |                |                |                |                |                |                |                        |                |                |                |
| 1941           | 27,302         |                |                |                |                |                |                |                        |                |                |                |
| 1950           | 28,556         | 27,639         | 693            | 26,439         | 2,073          | 24             |                | 20                     |                | 27 743         | 813            |
| 1960           | 32,021         |                |                |                |                |                |                |                        |                |                |                |
| 1970           | 34,091         | 31,546         | 1,900          | 31,732         | 2,236          | 113            |                | 10                     | 31             | 31 393         | 2 698          |
| 1980           | 33,883         |                |                |                |                |                |                |                        |                |                |                |
| 1990           | 34,208         |                |                |                |                |                |                |                        |                |                |                |
| 2000           | 34,777         | 32,518         | 462            | 29,846         | 2,074          | 2,835          | 7              | 22                     | 818            | 31 706         | 3 071          |

### 종교
2000년 인구 조사에 따르면 29,846명(85.8%)이 로마 가톨릭 신자이고, 1,809명(5.2%)이 스위스 개혁 교회에 속해 있다. 나머지 인구 중 동방 정교회 교인은 525명(1.51%), 크리스찬 가톨릭 교회 교인은 22명(0.06%), 다른 기독교 교회에 속한 565명(약 1.62%)이 있었다. 유대인은 7명(0.02%)이 있었고, 이슬람교는 683명(1.96%), 불교 44명, 힌두교 46명 그리고 다른 교회에 속한 22명의 개인이 있었다. 818명(인구의 약 2.35%)은 교회에 속하지 않았고, 불가지론자 또는 무신론자였으며, 655명(인구의 약 1.88%)이 질문에 대답하지 않았다.

### 교육
우리주에서는 인구의 약 11,949명(34.4%)이 비필수 고등교육을 이수했으며, 2,794명(8.0%)이 추가 고등교육(대학 또는 응용학문대학)을 마쳤다. 고등교육을 마친 2,794명 중 74.2%가 스위스 남성, 16.9%가 스위스 여성, 5.7%가 비스위스계 남성, 3.3%가 비스위스계 여성이었다.

## 경제
주의 경작지는 로이스강 계곡에 있다. 낮은 산비탈에는 목초지가 있다. 대부분의 지형이 매우 구릉이어서 경작에 적합하지 않다. 수력 발전은 매우 중요하다. 임업은 농업의 가장 중요한 분야 중 하나이다. 알트도르프에는 케이블과 고무 공장이 있다.
관광업은 우리주의 중요한 수입원이다. 우수한 도로망은 산속 외딴 지역의 관광을 용이하게 한다.
2010년 기준 우리의 실업률은 1.4%였다. 2008년 현재 1차 경제 부문에 1,764명이 고용되어 있고, 이 부문에 약 703개 기업이 참여하고 있다. 5,388이 2차 부문에 고용되었고, 이 부문에 324개의 기업이 있었다. 9,431명이 3차 부문에 고용되었으며, 이 부문에는 1,113개의 기업이 있다.
2008년에 정규직에 상응하는 총 일자리 수는 13,383개였다. 1차 부문의 일자리 수는 958개였으며, 그중 891개는 농업, 65개는 임업 또는 목재 생산, 1개는 어업 또는 어업이었다. 2차 부문의 일자리 수는 5,078개였으며, 그중 2,948개(58.1%)가 제조업, 71개(1.4%)가 광업, 1,696개(33.4%)가 건설에 종사했다. 3차 부문의 일자리는 7,347개였다. 3차 부문에서; 1,384개(18.8%)는 자동차 판매 또는 수리업, 819개(11.1%)는 물품 이동 및 보관업, 1,126개(15.3%)는 호텔 또는 레스토랑, 103(1.4%)은 정보 산업, 264개(3.6%)는 보험 또는 금융 산업, 445개(6.1%)는 기술 전문가 또는 과학자, 505개(6.9%)는 교육, 1,505개(20.5%)는 의료 분야였다.
노동인구 중 12.1%는 대중교통을 이용해 출근했고 48.5%는 자가용을 이용했다.

### 관광

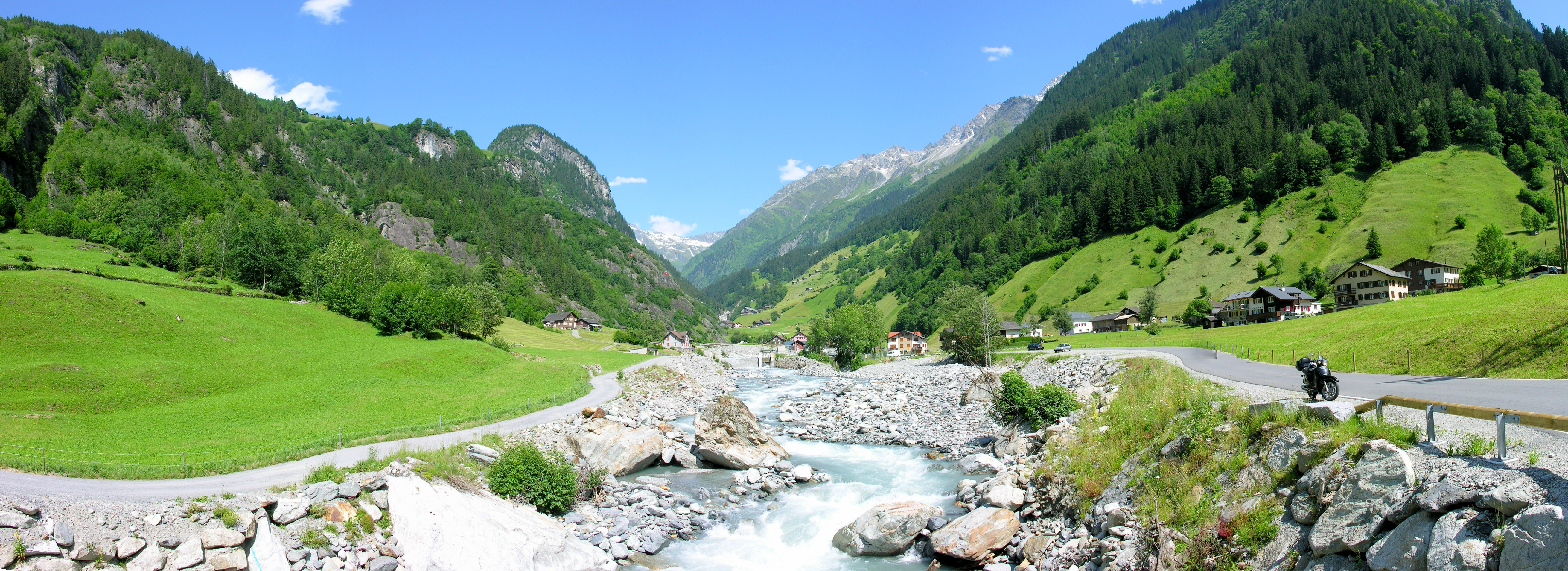
글라루스 알프스

계곡에는 39개의 케이블카가 있어 수많은 봉우리, 하이킹 및 자전거 도로, 스키 슬로프 및 크로스컨트리 트랙으로 이동할 수 있다.
관광업은 우리 주의 주요 산업이다. 2008년에는 91개 호텔이 있었고, 총 1,368개의 객실이 있었다. 같은 해에 145,600명의 손님이 이 호텔에 머물렀고, 67.1%는 스위스 외부에서 왔다.
우리주는 코언 형제가 제작한 2003년 미국 영화 《참을 수 없는 사랑》에서 하인츠 남작 “클라우스 폰 에스피”의 이전 고향으로 명명되었다.